# Blanca Sánchez
Blanca Sánchez (Cidade do México, 2 de março de 1946 – 7 de janeiro de 2010) foi uma atriz mexicana. Ela apareceu em várias novelas como Quinceañera e Luz y sombra. Seu trabalho no cinema inclui filmes como Tiempo de morir, Cuando los hijos se van, Chucho Yo soy el roto e Mamá Dolores.

## Carreira

### Telenovelas
- 2007 - Lola, érase una vez - Nilda Lobo de Santodomingo.
- 2004 - Corazones al límite - Martha.
- 2002 - Las vías del amor - Artemisa Barragán vda. de Quezada.
- 2001 - Navidad sin fin - Matilde.
- 2000  -Primer amor - Andrea Camargo de Ventura.
- 1998 - Rencor apasionado - Elena Del Campo Vda. de Gallardo.
- 1997 - El secreto de Alejandra - Rosalía.
- 1996 - La sombra del otro - Dorita Villavicencio de Madrigal.
- 1993 - Buscando el paraíso - Gabriela.
- 1992 - Las secretas intenciones - Carolina Arteaga de Curiel.
- 1992 - La sonrisa del diablo - Martha Esparza.
- 1990 - La fuerza del amor - Irene.
- 1989 - Luz y sombra - Aurora Linares de Guerra.
- 1987 - Quinceañera - Ana María Contreras de Villanueva
- 1987 - Senda de gloria - Fernanda Álvarez
- 1984 - Eclipse - Alicia
- 1982 - Vivir enamorada - Miriam
- J.J. Juez (1979) .... Julia Jiménez
- Mi amor frente al pasado (1979)
- María José (1978) .... Nadia
- Teresa Raquin (1977)
- Marcha nupcial (1977) .... Imelda
- Mi hermana la Nena (1976) .... Regina
- Los bandidos de Río Frío (1976)
- Muñeca (1974) .... Laura
- Los miserables (1973) .... Fantine
- Extraño en su pueblo (1973) .... Vanesa
- Aquí está Felipe Reyes (1972)
- Velo de novia (1971) .... Irene
- La maestra (1971)
- Rafael (1970)
- El precio de un hombre (1970)
- El retrato de Dorian Gray (1969) .... Verónica
- Chucho el Roto (1968) .... Carolina de Frizac
- Leyendas de México (1968)
- Águeda (1968) .... Eva
- Cuatro Evas para un Adán (1968) .... Julieta
- Sonata de otoño (1967) .... Martha
- La tormenta (1967) .... Ángela
- Lo prohibido (1967)
- Vértigo (1966)
- La Duquesa (1966)
- La calle en que vivimos (1965)
- Siempre tuya (1964) .... Teddy
- Lo imperdonable (1963) .... Cristina
- Madres egoístas (1963)
- Marcela (1962)

### Produção
- Amor en silencio (1988) ....

### Series
- Mujeres asesinas (2009)- Capítulo: Clara, fantasiosa (Mamá de Clara)

### Cine
- 2009 - No eres tú, soy yo - Estela.
- 2008 - Enemigos íntimos.
- 2002 - Piel de víbora.
- 2001 - Piedras verdes.
- 1991 - Con el amor no se juega - Ofelia.
- 1990 - Y tú.. quién eres?.
- 1989 - Lugar en el sol - Raquel.
- 1980 - Pepi, Luci, Bom y otras chicas del montón.
- 1979 - María de mi corazón.
- 1979 - El amor de mi vida.
- 1978 - Te quiero.
- 1974 - El karateca azteca.
- 1973 - Adiós, New York, adiós - Rebeca.
- 1973 - En busca de un muro - Hermana de Orozco.
- 1973 - Tu camino y el mío.
- 1970 - Los amores de Chucho el Roto - Matilde de Frizac.
- 1970 - El inolvidable Chucho el Roto - Matilde de Frizac.
- 1970 - Mamá Dolores.
- 1970 - La vida de Chucho el Roto - Matilde de Frizac.
- 1970 - Yo soy Chucho el Roto - Matilde de Frizac.
- 1970 - Ha entrado una mujer.
- 1970 - La mentira - Virginia Castelo Blanco.
- 1969 - Juan el desalmado.
- 1969 - Cuando los hijos se van.
- 1968 - Prohibido.
- 1968 - Cuatro contra el crimen.
- 1967 - Los tres mosqueteros de Dios.
- 1967 - Los perversos (a go go) - Lorene.
- 1966 - Arañas infernales.
- 1966 - El falso heredero.
- 1966 - Los jinetes de la bruja.
- 1966 - Los mediocres - segmento "El Alacrán".
- 1966 - Matar es fácil.
- 1965 - Tiempo de morir - Sonia.
- 1965 - El día comenzó ayer.
- 1965 - Las delicias del matrimonio.
- 1965 - Canta mi corazón - Malisa.
- 1964 - Los novios de mis hijas - Rosa.
- 1964 - La sombra de los hijos.